# Bărboasa, Bacău
Bărboasa este un sat în comuna Oncești din județul Bacău, Moldova, România.

În locul  "Pădurea Mazilului" s-a descoperit o așezare geto-dacică sec. IV î. Hr. Fragmente de amfore și de kylix din sec. V-IV î.Hr.